# Feldkirch (Ausztria)
Feldkirch Vorarlberg tartomány második, Ausztria tizenharmadik legnagyobb városa, valamint az ország legnyugatabbra fekvő települése.

## Fekvése
Feldkirch Vorarlberg tartomány és Ausztria legnyugatibb részén, közvetlenül Svájc és Liechtenstein határán terül el. Északnyugatról és északról Meiningen, északkeletről Rankweil, keletről Göfis, délkeletről és délről Frastanz, délnyugatról és nyugatról a liechtensteini Mauren határolja. A város ott fekszik, ahol véget ér az Ill folyó völgye és elkezdődik a Rajna sík ártere.

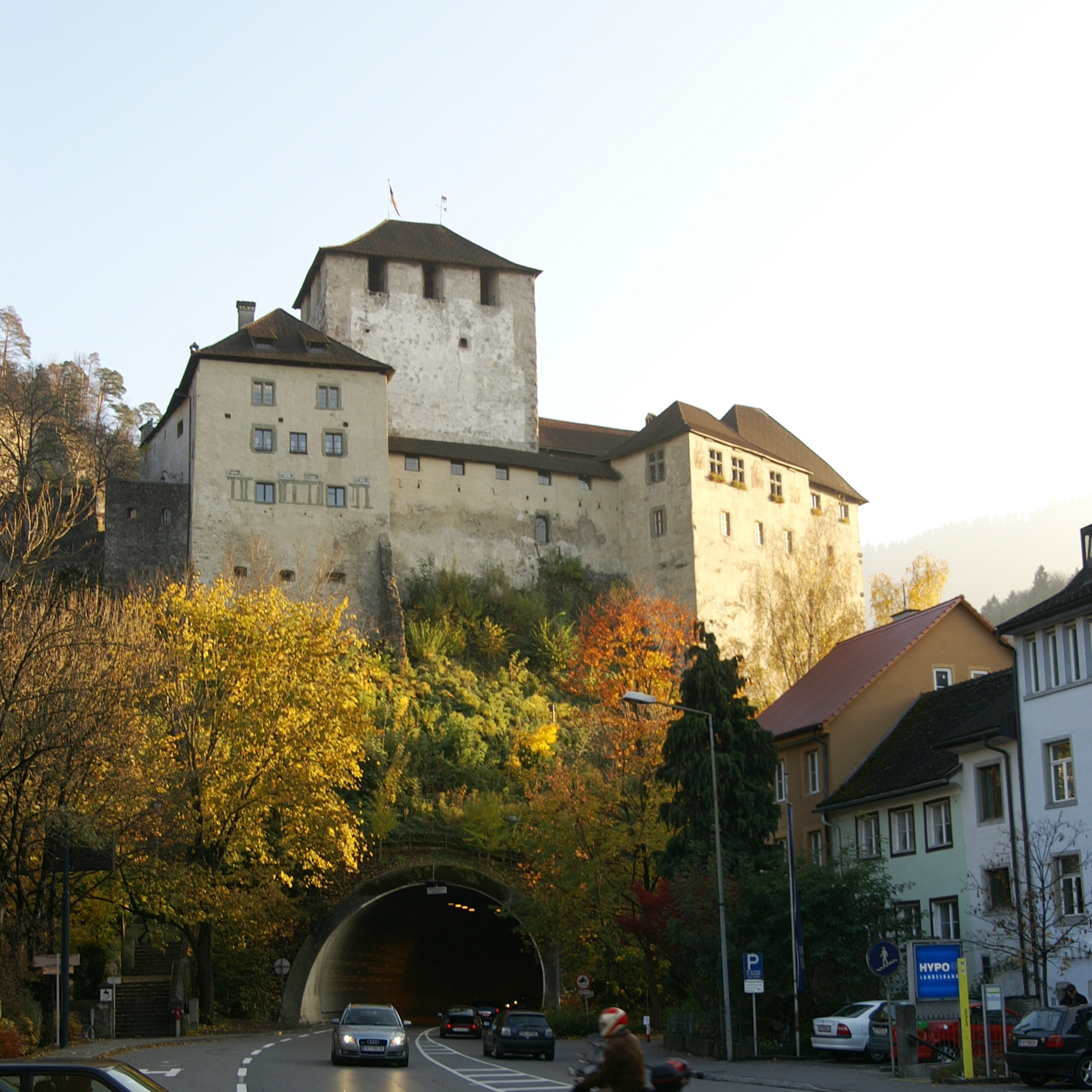
Schattenburg

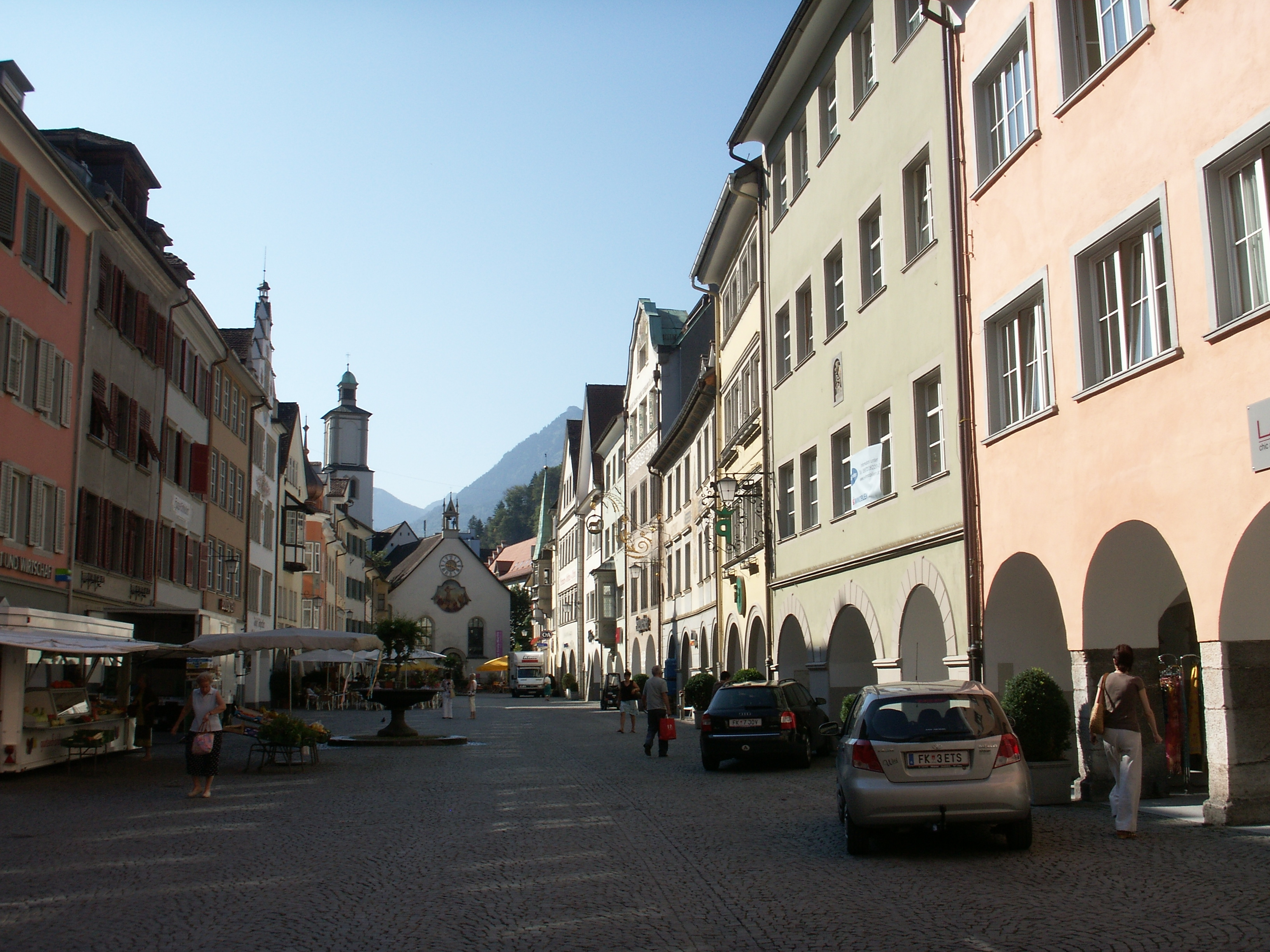
Marktplatz

## Története
A várost, amely a mai napig megőrizte középkori jellegét, először 1218-ban említik a források, miután Hugo von Montfort gróf megépíttette a Schattenburg várát, ami a mai napig Feldkirch legfontosabb tájékozódási pontja. A város másik nevezetessége a Szent Miklós-katedrális a késői gótikus időszakból. A város jólétét az Itália és a német államok közötti kereskedelmének köszönhette.
A második világháború eseményei Vorarlberget többnyire elkerülték. 1943. október 1-jén azonban egy Augsburgnak szánt amerikai bomba Feldkirch külvárosában, Tisisben ért földet, 100 ember vesztette életét.

## Kultúra és látnivalók
- Óváros: Feldkirch óvárosa gyönyörűen megőrizte középkori jellegét, az összes városkapu megmaradt.
- Schattenburg: a Montfort grófok egykori lakhelye eredeti állapotában maradt fenn.
- Macskatorony: az egykori városfal része, az Ill partján áll.
- Churi kapu: a város kapuinak egyike.
- Lőportorony: a városfal déli tornya.
- Tosters várának romjai: Feldkirch Tosters nevű külvárosában található várrom.
- St. Nikolaus dómtemplom
- Szt. Sebastian templom
- Szt. Péter és Pál templom
- Kapucinuskolostor és Mariä Opferung templom
- Szt. Pankratius és Zeno templom
- Domonkos kolostor
- Domonkos templom
- Liechtenstein-palota
- Villa Getzner
- Villa Feldegg
- Villa Claudia

## Testvérvárosok
- Whitby, Kanada
- Sigmaringen, Németország